# Торпівка
Торпівка (рос. Торповка) — хутір у Камишинському районі Волгоградської області Російської Федерації.
Населення становить 441  особу. Входить до складу муніципального утворення Мічурінське сільське поселення.

## Історія
Хутір розташований у межах українського історичного та культурного регіону Жовтий Клин.
Згідно із законом від 5 березня 2005 року № 1022-ОД органом місцевого самоврядування є Мічуринське сільське поселення.

## Населення
| 1891 | 1987 | 2010 |
| ---- | ---- | ---- |
| 55   | ↗180 | ↗441 |